# كيتشن أيد
كيتشن أيد هي علامة تجارية أمريكية للأدوات والمستلزمات المنزلية مملوكة لشركة ويرل بول. أفتتحت شركة هوبرت شركة كيتشن أيد في العام 1919 لصناعة خلاطات طعام وكان «أتش-5» أول ما يتم تسويقه. واجهت الشركة منافسة هائلة بسبب انتقال المنافسين للعمل في هذا المجال الناشئ وحينها كانت قد أطلقت الشركة علامتها التجارية في ثلاثينيات القرن الماضي وموديلها «كيه». جائت فكرة عمل الخلاط المنزلي من المهندس هيربيرت جونسون العامل لدى شركة هوبارت. وكانت الفكرة قد جائت لهيربيرت بعد رؤيته طريقة عجن عجينة يدويًا فقام بتمثيلها باستخدام آلة.[بحاجة لمصدر]

## التاريخ
صاغ هربرت جونستون، مهندس يعمل في شركة هوبارت، فكرة الخلاط.  لقد كان مصدر إلهامه بعد رؤية عجينة الخباز، واعتقد أنه يجب أن تكون هناك طريقة أفضل للقيام بهذه المهمة.  في عام 1914 بدأ التطوير، وسرعان ما تم إطلاق نموذج الخلاط«إتش» للأعمال الصناعية.  أمرت البحرية الأمريكية بخلاطات لسفينة حربية جديدة من فئة تينيسي، كاليفورنيا وتينيسي، بالإضافة إلى أول سفينة حربية مدرعة للبحرية الأمريكية، ساوث كارولينا.  في عام 1917، أصبحت خلاطات هوبارت من المعدات القياسية في جميع سفن البحرية الأمريكية، مما دفع التطوير للبدء في النماذج المنزلية الأولى.
كانت أول آلة تحمل اسم «كيتشين أيد» هي طراز C-10 بسعة عشرة أرباع، والذي تم تقديمه في عام 1918 وتم صنعه في شركة منتجات هوبارت تروي المعدنية الفرعية في سبرينغفيلد، أوهايو.تم إعطاء نماذج أولية لزوجات المديرين التنفيذيين في المصنع، وتم تسمية المنتج عندما قال أحدهم «لا يهمني ما تسميه، لكنني أعلم أنه أفضل أداة مساعدة في المطبخ حصلت عليها على الإطلاق!»  تم تسويقها في البداية لمطبخ المزرعة وكانت متوفرة في متاجر الأجهزة. ولكن نظرًا لصعوبة إقناع تجار التجزئة بشراء المنتج، قامت الشركة بتعيين فريق مبيعات معظمهم من الإناث، وقاموا ببيع الخلاطات من الباب إلى الباب.  تم أيضًا تسويق آلة C-10 بكثافة نحو المطابخ التجارية الصغيرة، وتم بيعها أيضًا تحت اسمي «فاونتشن ايد» و«باكيرز ايد».

## توسع المواد الغذائية والتجزئة
في مارس 2016 ، أعلنت كيتشن إيد أنها ستقدم مجموعة من الأطعمة الممزوجة مع شركة ميشيغان للأغذية، صرح كيتشن إيد في بيانهم الصحفي، «بالنظر إلى أن عشرات الملايين من المطابخ الأمريكية مجهزة بحوامل الخلاطات الخاصة بنا، فنحن على ثقة من أن هذه الخلاطات ستصبح عنصرًا أساسيًا في العديد من مخازن الطعام.»